# Thanateros
Thanateros ist eine 1999 gegründete deutsche Folk-Metal-Band mit irisch-keltischen Einflüssen. Vor allem zu Beginn bedienten sich Thanateros unter anderem heidnischer Motive, zum Beispiel aus der keltischen Mythologie und dem Schamanismus.
Der Bandname Thanateros ist zusammengesetzt aus den Namen der griechischen Gottheiten für Tod (Thanatos) und begehrliche Liebe (Eros). Er bezieht sich eigenen Angaben zufolge auf den Chaos-Magischen Orden der „Illuminaten von Thanateros“ wobei zu bemerken ist, dass es sich bei THANATEROS um keine „Ordensband“ handelt, sondern um eine eigenständige und unabhängige Band.

## Geschichte

### 2000–2010
Thanateros wurde 1999 als Solo-Projekt von Ben Richter gegründet, nach seinem Ausstieg bei der Dark-Metal-Band Evereve. Im Jahr 2000 stellte er ein erstes Line-Up zusammen. Nach dem Debüt-Album The First Rite 2001 folgte eine Support-Tour mit In Extremo. Im Jahr 2002 fanden Einzelkonzerte und Festival-Auftritte statt.
2003 erschien das zweite Album Circle of Life, das von Gitarrist Jens Busch produziert wurde und bei dem traditionelle Instrumente den irisch-keltischen Folk-Aspekt stärker hervorhoben. Die Veröffentlichung von Circle of Life wurden mit der ersten Headliner-Club-Tour durch Deutschland und Österreich verbunden. Im Sommer und Herbst des Jahres folgten Festival-Auftritte, u. a. mit Bands wie Subway to Sally, Letzte Instanz, Tanzwut, L’Âme Immortelle und Schandmaul.
2005 erschien mit Into the Otherworld das dritte, ebenfalls von Jens Busch produzierte Thanateros-Album. Dieses enthielt mit dem durch The Pogues bekannt gewordenen Klassiker Dirty Old Town die erste Single-Auskopplung, dessen Video-Clip von Dietrich Brüggemann (Oomph!, Rammstein) produziert wurde. Es folgten Touren mit Umbra et Imago und der Fields-of-the-Nephilim-Nachfolgeband NFD, sowie diverse Headliner-Konzerte und Festival-Auftritte (u. a. mit Saltatio Mortis, Subway to Sally, ASP, Clan of Xymox).
2008 produzierte die Band in neuer Besetzung das vierte Album Liber Lux, welches am 3. April 2009 veröffentlicht wurde. Weitere Festival-Auftritte folgten, unter anderem mit Fiddler’s Green, Tristania, Pothead und Finntroll. Trotz des Erfolges löste Ben Richter die Band Anfang 2010 auf.

### Ab 2019
Nachdem Ben Richter mit der von ihm im Jahre 2015 gegründeten Deutsch-Metal-Band Phosphor zwei Alben veröffentlicht hatte (Raum/Zeit und Weltenbrand), beschloss er 2018, Thanateros wiederzubeleben. Gemeinsam mit Phosphor-Gitarristen Chris Lang erstellte er Anfang 2019 ein neues Line-Up. Bereits im September 2019 erfolgte die Veröffentlichung des Albums Insomnia.
Mitte 2020 unterschrieb die Gruppe einen Vertrag bei Echozone und im November des Jahres erfolgte die Veröffentlichung von Insomnia als Special Edition. Neben dem vollständigen Album umfasst Insomnia S.E. ausgewählte Songs als reine Instrumentalversion. Im September 2021 wurde das Album On Fragile Wings zusammen mit Produzent Simon Rippin aufgenommen. Am 11. Februar 2022 erschien eine erste Single unter dem Titel Coven of the Drowned und am 11. März die zweite Single Fading, das Album dann am 24. März. Im Sommer folgten Festivalauftritte.
Im Dezember 2023 begann die Band, erneut mit Simon Rippin als Produzent und diesmal auch als Schlagzeuger, ein weiteres Album aufzunehmen. Im Januar 2024 wurden dann Gitarren, Geigen, Gesang und weitere Tonspuren eingespielt. Inzwischen musste Bassist Chrys Ryll aus privaten Gründen die Band verlassen und wurde durch MarT Møller ersetzt. Mit I Am All, The Horned One, eine Hommage an den Gehörnten Gott, und I Hold You wurden drei Vorab-Stücke veröffentlicht. Das Album Tranceforming erschien am 11. Oktober 2024 und wurde unter anderen auf Festivals mit Lacrimas Profundere,  Eden weint im Grab und Megaherz vorgestellt.
Im Februar 2025 steigt Schlagzeuger Erich Parzefall in die Band ein.

## Diskografie
nur Alben
- 2001: The First Rite (Andromeda / Vielklang Musikproduktion)
- 2003: Circle of Life (Andromeda / Vielklang Musikproduktion)
- 2005: Into the Otherworld (Rabazco Records)
- 2009: Liber Lux (New Crusade Records)
- 2019: Insomnia (Calygram Records / Calyra)
- 2022: On Fragile Wings (Echozone)
- 2024: Tranceforming (Echozone)